# سام جونز (ملحن)
سام جونز (بالإنجليزية: Sam Jones)‏ هو عازف جاز وملحن أمريكي، ولد في 12 نوفمبر 1924 في جاكسونفيل في الولايات المتحدة، وتوفي في 15 ديسمبر 1981 في نيويورك في الولايات المتحدة.

## وصلات خارجية
- سام جونز على موقع ميوزك برينز (الإنجليزية)
- سام جونز على موقع أول ميوزيك (الإنجليزية)
- سام جونز على موقع ديسكوغز (الإنجليزية)